# ريكاردو غرير
ريكاردو غرير (بالإنجليزية: Ricardo Greer)‏ مواليد 18 أغسطس 1977 في نيويورك، هو لاعب كرة سلة أمريكي سابق. بدأ مسيرته الاحترافية في سنة 2001. يبلغ طوله 6 قدم 5 بوصة (2.0 م). اعتزل اللعب في 2015.

## المسيرة الاحترافية
لعب مع إس تي بي لو هافر في الدوري الفرنسي في موسم 2002–2003، ثم لعب مع بي سي إم جرافيلين في سنة 2004، ثم لعب مع ستراسبورغ أي جي في الدوري الفرنسي من سنة 2004 إلى 2006، ثم لعب مع نانسي باسكت من سنة 2007 إلى 2010، ثم لعب مع نادي زادار لكرة السلة في سنة 2010.

## روابط خارجية
- ريكاردو غرير على موقع الاتحاد الدولي لكرة السلة (الإنجليزية)
- ريكاردو غرير على موقع الدوري الأوروبي لكرة السلة (الإنجليزية)
- ريكاردو غرير على موقع كرة السلة الأوروبية.كوم (الإنجليزية)
- ريكاردو غرير على موقع DraftExpress.com (الإنجليزية)
- ريكاردو غرير على موقع كلية كرة السلة في سبورتس رفرنس.كوم (الإنجليزية)
- ريكاردو غرير على موقع ريلجم (الإنجليزية)
- ريكاردو غرير على موقع بروبوليرز (الإنجليزية)
- ريكاردو غرير على موقع سبورتس رفرنس (الإنجليزية)